# Židovský hřbitov na Kladně
Židovský hřbitov na Kladně leží vedle městského hřbitova ve Slánské ulici. Pohřby zde probíhaly od roku 1889, v rozlehlém areálu se dnes nachází necelé dvě stovky náhrobků a nevyužitá polovina objektu je zahradou. Hřbitov má zachovalou obřadní síň z roku 1938 navrženou ve funkcionalistickém slohu architekty Gerstlem a Mühldorfem, jež do roku 1941 sloužila jako modlitebna náhradou za uzavřenou synagogu. V současnosti je využívána městským hřbitovem a je pronajímána pohřební společnosti. Přilehlý hřbitovní domek je připravován k rekonstrukci.